# Jean-André Venel
Pour les articles homonymes, voir Venel.
Jean-André Venel, né le 28 mai 1740 à Morges et mort le 9 mars 1791 à Orbe, est un chirurgien-orthopédiste suisse.

## Biographie
De confession protestante, Jean-André Venel est originaire du Vernay (aujourd'hui sur les communes de Bursins et de Luins) ; il obtient la boureoisie d'Orbe en 1764. Il est le fils de Jean-François Venel, chirurgien-barbier et perruquier, et de Françoise-Elizabeth Guex. Il épouse en 1765 Marianne Jaccard et, en secondes noces, en 1786, Emilie Pavillard.
Après un apprentissage de chirurgien à Genève chez François-David Cabanis (1725–1794), il se perfectionne à Montpellier, à Paris et à Strasbourg. Il pratique la chirurgie à Orbe et Yverdon avant de se mettre au service du comte Stanislas Potocki entre 1770 et 1775. Il ouvre en 1778, à Yverdon, la première école pour sages-femmes de Suisse. Il se tourne ensuite vers l'orthopédie et crée en 1780 la première clinique orthopédique connue au monde à Orbe, ce qui fait de lui un pionnier de la discipline.

## Publications
- Nouveaux Secours Pour les Corps arrêtés Dans L’Oesophage; Ou Description De quatre Instrumens plus propres qu’aucun des anciens moyens à retirer ces Corps par la Bouche (1769)
- Essai sur la santé et sur l’éducation médicinale des filles destinées au mariage (1776)